# Texarkana (Arkansas)
Texarkana ist eine Stadt im Miller County an der Grenze zwischen den US-Bundesstaaten Arkansas und Texas mit 29.387 Einwohnern (Stand: Volkszählung 2020) und Verwaltungssitz des Miller County. Die Stadt erstreckt sich auf einer Fläche von 83 km².
Auf der anderen Seite der Grenze liegt die Schwesterstadt Texarkana, Texas. Beide Städte sind zwar administrativ getrennt, bilden aber in vielerlei Hinsicht eine Einheit. Der Name der Stadt wurde gebildet aus den Bundesstaaten Texas, Arkansas und Louisiana.

## Söhne und Töchter der Stadt
- Gilbert R. Cook (1889–1963), Generalmajor der United States Army
- Jasper Taylor (1894–1964), Jazzmusiker
- Walter E. Rogers (1908–2001), Politiker, Vertreter von Texas im US-Repräsentantenhaus
- Conlon Nancarrow (1912–1997), mexikanischer Komponist US-amerikanischer Herkunft
- Lawrence Preston Joseph Graves (1916–1994), römisch-katholischer Geistlicher, Bischof des Bistums Alexandria
- Jack B. Sowards (1929–2007), Drehbuchautor, Filmproduzent und Filmschauspieler
- Parnelli Jones (1933–2024), Autorennfahrer und Rennstallbesitzer
- Kathy Westmoreland (* 1945), Sopranistin, Backgroundsängerin von Elvis Presley
- Max Sandlin (* 1952), Politiker, Vertreter von Texas im US-Repräsentantenhaus
- Robert Dwayne Gruss (* 1955), römisch-katholischer Bischof von Saginaw
- Dana Kimmell (* 1959), Schauspielerin
- Mike Ross (* 1961), Politiker, Vertreter von Arkansas im US-Repräsentantenhauses
- Dustin Moseley (* 1981), Baseballspieler in der Major League
- Taylor Wilson (* 1994), Nuklearphysiker